# Нью-Берлінгтон (Огайо)
Нью-Берлінгтон (англ. New Burlington) — переписна місцевість (CDP) в США, в окрузі Гамільтон штату Огайо. Населення — 5049 осіб (2020).

## Географія
Нью-Берлінгтон розташований за координатами 39°15′44″ пн. ш. 84°33′6″ зх. д. / 39.26222° пн. ш. 84.55167° зх. д. (39.262306, -84.551788).  За даними Бюро перепису населення США в 2010 році переписна місцевість мала площу 7,95 км², уся площа — суходіл.

## Демографія
Згідно з переписом 2010 року, у переписній місцевості мешкало 5069 осіб у 1864 домогосподарствах у складі 1388 родин. Густота населення становила 638 осіб/км².  Було 2017 помешкань (254/км²).
Расовий склад населення:
| - 52,3 % — білих - 42,8 % — чорних або афроамериканців - 1,2 % — азіатів - 0,2 % — корінних американців - 0,1 % — вихідців з тихоокеанських островів - 1,0 % — осіб інших рас |

До двох чи більше рас належало 2,3 %. Частка іспаномовних становила 2,4 % від усіх жителів.
За віковим діапазоном населення розподілялося таким чином: 25,6 % — особи молодші 18 років, 56,8 % — особи у віці 18—64 років, 17,6 % — особи у віці 65 років та старші. Медіана віку мешканця становила 41,9 року. На 100 осіб жіночої статі у переписній місцевості припадало 85,9 чоловіків;  на 100 жінок у віці від 18 років та старших — 82,0 чоловіків також старших 18 років.
Середній дохід на одне домашнє господарство  становив 63 894 долари США (медіана — 57 526), а середній дохід на одну сім'ю — 67 256 доларів (медіана — 59 815). Медіана доходів становила 44 922 долари для чоловіків та 37 045 доларів для жінок. За межею бідності перебувало 26,2 % осіб, у тому числі 46,5 % дітей у віці до 18 років та 7,2 % осіб у віці 65 років та старших.
Цивільне працевлаштоване населення становило 1915 осіб. Основні галузі зайнятості: освіта, охорона здоров'я та соціальна допомога — 26,1 %, роздрібна торгівля — 13,8 %, виробництво — 11,0 %, оптова торгівля — 10,3 %.